# Brännögård
Brännögård is een plaats in de gemeente Hylte in de provincie Hallands län en in het landschap Halland in Zweden. De plaats heeft 148 inwoners (2005) en een oppervlakte van 28 hectare. De plaats ligt aan de rivier de Kilån en een klein meertje en wordt voornamelijk omringd door bos. De plaats Hyltebruk ligt zo'n vijftien kilometer ten oosten van Brännögård.
Hyltebruk · Torup · Unnaryd · Rydöbruk · Landeryd · Kinnared · Brännögård · Drängsered · Fröslida